# Barahna brooyar
Barahna brooyar là một loài nhện trong họ Stiphidiidae.
Loài này thuộc chi Barahna. Barahna brooyar được V. T. Davies miêu tả năm 2003.